# Hochbahngesellschaft
Hochbahngesellschaft, egentligen Gesellschaft für elektrische Hoch- und Untergrundbahnen in Berlin, var bolaget som skapades för byggandet och driften av Berlins tunnelbana, Berliner Hoch- und Untergrundbahn, 1897. Det var ett dotterbolag till Siemens & Halske och Deutsche Bank. 